# Manfred Mahsberg
Manfred Mahsberg  (* 1963 in Aachen) ist ein zeitgenössischer deutscher Maler.
Von 1983 bis 1988 studierte er Malerei an der FH Aachen bei Christiane Maether und lebt heute in Jülich.
Mahsberg malt ausschließlich Porträts historischer Persönlichkeiten, vorwiegend aus dem kulturellen Bereich. Er bedient sich dabei – im Gegensatz zum klassischen Porträt – nur quadratischer Formate, und zwar ganz konsequent nur in drei Größen: 7,5 cm × 7,5 cm, 25 cm × 25 cm, und 75 cm × 75 cm. Er arbeitet mit einem sehr pastosen Farbauftrag, so dass die Porträts reliefartig wirken. Zum Teil werden die Porträts auch nachträglich mit einer dicken Silikonschicht bedeckt, die den Porträtierten nur noch diffus erkennen lassen.

## Preise und Stipendien
- 1990 Stipendium der Kunstedition Waldherr, des Kunstfördervereins Donnersbergkreis sowie der Stadt Kirchheimbolanden (Katalog)
- 1991 Günther Peill - Reisestipendium nach Hartola, Finnland
- 1994 Hollufgard, Stipendium nach Odense, Dänemark
- 1993 Förderpreis für Malerei, EVBK, Prüm (Katalog)
- 1993 Prix Marie Banegas, Preis des LAC, Prix Electrolux, Luxemburg (Katalog)
- 2001 Frans Masereel-Centrum, Arbeitsstipendium nach Kasterlee (B)
- 2001 Förderpreis der Jakob Eschweiler Stiftung, Köln
- 2008 + 07 Dozent an der Akademie für Mode und Design (AMD), Düsseldorf

## Einzelausstellungen (Auswahl)
- 1989 Atrium, Neue Galerie Sammlung Ludwig, Aachen
- 1990 Schloss Kirchheimbolanden (Katalog)
- 1991 "Jokiranta", Hartola/Finnland
- 1997 Eschweiler Kunstverein
- 2000 Galerie Incontro, Eitorf
- 2003 Leopold Hoesch Museum, Düren, (Katalog)
- 2004 Stadtmuseum Siegburg (Katalog)
- 2004 Kunstmuseum Alte Post, Mülheim a.d. Ruhr (Katalog)
- 2004 Galerie Incontro, Eitorf
- 2005 Galerie Peter Tedden, Düsseldorf
- 2006 Galerie Liebau, Fulda
- 2006 Galerie da entlang, Dortmund
- 2007 Galerie Freitag 18.30, Aachen
- 2011 Galerie Incontro, Eitorf
- 2018 Galerie Schrade, Leutkirch
- 2020,16, 07 Galerie Freitag 18.30, Aachen
- 2020 Galerie ARTHUS, Zell a. H

## Gruppenausstellungen (Auswahl)
- 1992 Daniel Henry Kahnweilerpreis, Rockenhausen
- 1993, 94 Salon de Printemps, Letzeburger Artisten Center, Luxemburg (L)
- 1996 Leopold Hoesch Museum, Düren
- 1998 Kunstpreis Esslingen-Nürtingen
- 1999 Ludwig Forum für internationale Kunst, Aachen
- 2002 museum hedendaagse kunst, De Pronkkamer, Uden & NBKS, Breda (NL)
- 2003 Frans Masereel Centrum, Kasterlee (B)
- 2003 „grafik op de grens“, Museum Elzenveld, Antwerpen (B)
- 2003 „3 X klingeln“, Mainz
- 2003 Museum Bochum, „klein aber...Miniatur als Konzept“, Westdeutscher Künstlerbund
- 2003 „Sammlung Krian“, Museum am Ostwall, Dortmund
- 2004 „grafik op de grens“, provinciehuis Vlaams-Brabant, Leuven (B)
- 2006 Suermondt-Ludwig-Museum, Aachen
- 2006 Städt. Galerie Speyer, Speyer
- 2005 06 Augsburger Kunstverein
- 2012 Sammlung: Kunst aus NRW, Reichsabtei Aachen
- 2014 Sammlung: Kunst aus NRW, Reichsabtei Aachen
- 2015 Galerie „Treppe“, Kunstverein Düren
- 2015 Stadtmuseum Siegburg
- 2018 Sammlung Eric Oldenhof, „mes amis-mes amies“, Atelier Nebe, Köln
- 2023 Schloss Burgau, Düren
- 2023, 2006 – 98 Galerie Incontro, Eitorf

## Messebeteiligungen / Biennalen
- 1999 Kunstmarkt Düsseldorf, Galerie Incontro, Eitorf
- 2004 Art Bodensee, Dornbirn (A),Galerie Incontro, Eitorf
- 2005,02 art frankfurt, Galerie Peter Tedden, Düsseldorf
- 2005,04,03,02,01,00 Kunst Köln, Galerie Incontro, Eitorf
- 2006,05,04 art fair, Köln, Galerie Incontro, Eitorf
- 2007 art Karlsruhe, Galerie Incontro, Eitorf
- 2007,06 Cologne Fine Art, Galerie Incontro, Eitorf
- 2011 art Karlsruhe, Galerie am Dom, Wetzlar/Frankfurt
- 2011 C.A.R. 2011, Contemporary Art Ruhr, Essen, Galerie Peter Tedden, Düsseldorf
- 2012 Ostrale 012, Dresden
- 2012 art fair, Köln, Galerie am Dom, Wetzlar/Frankfurt
- 2013 art Karlsruhe, Galerie am Dom, Wetzlar/Frankfurt
- 2012 13 Ostrale 012 / Ostrale  013, Dresden
- 2018 Affordable Art Fair Hamburg, Galerie Freitag 18.30, Aachen
- 2023 Discovery Art, Frankfurt, Galerie ARTHUS, Zell a. H.

## Arbeiten in öffentlichen Sammlungen (Auswahl)
- 1989 Günther - Peill Stiftung, Leopold Hoesch Museum, Düren
- 1990 Kunstförderverein Donnersbergkreis, Kirchheimbolanden
- 1993 Electrolux, Luxembourg (L)
- 1993 Kultusministerium Rheinland-Pfalz
- 1995 Bischöfliche Akademie des Bistums Aachen
- 1998 Stadt Düren
- 2001 Jakob Eschweiler Stiftung, Köln
- 2001 Archiv, Frans Masereel Centrum, Kloninklijk Museum voor Schone Kunsten, Antwerpen (B)
- 2003 Stadtmuseum Siegburg
- 2004 Bernstein Verlag, Goethe-Gesellschaft Bonn
- 2005 Leopold Hoesch Museum, Düren
- 2008 Justizministerium Brabant, (NL)
- 2011 Sammlung Kunst aus NRW, Reichsabtei Aachen
- 2015 Stadtmuseum Siegburg

## Bibliografie
- 1990 M.Mahsberg, Schloss Kirchheimbolanden
- 1993 EVBK 36. Prüm, Seite 90
- 1993 Letzeburger Artisten Center, "Salon de Printemps", Seite: 18–19
- 1994 EVBK 37. Prüm, Seite 72
- 1994 Letzeburger Artisten Center, "10 ans LAC", Seite 100–101
- 1996 Künstler im Kreis Düren, Kultur- und Naturstiftung der Kreissparkasse Düren, Seite 72–73
- 2003 Westdeutscher Künstlerbund, "klein aber ... Miniatur als Konzept", Seite 28–29
- 2003 Museum am Ostwall, "Der erste Blick", Seite: 184, ISBN 3-937390-04-9
- 2003 KUNSTKÖLN 2003, Seite 93, Messekatalog
- 2003 M.Mahsberg, ISBN  3-925955-43-7
- 2006 Suermondt – Ludwig - Museum, Aachen, Städtische Galerie Speyer, "Curriculum Arte", Seite: 96–97, ISBN 3-929203-61-8
- 2009 Galerie Peter Tedden, „Gästebuch“, Seite 31, ISBN 978-3-940985-08-8
- 2011 „Der blaue Reiter“, Seite 98, 99, 100, ISBN 978-3-933722-33-1
- 2011 C.A.R., Contemporary Art Ruhr, Messekatalog
- 2012 Ostrale 012, Dresden, Messekatalog
- 2013 „MANCHMAL WAREN SIE SCHWARZ“, Seite 157, 167, ISBN 978-3-934794-31-3
- 2014 Kunst aus Nordrhein-Westfalen, Ausstellungen von 1996 bis 2014, Seite 102
- 2017 "Preview", Seite 20, 21, ISBN 978-3-943762-24-2
- 2018 "Preview", Seite 30, 31, ISBN 978-3-943762-28-0
- 2019 "Preview", Seite 32, 33, ISBN 978-3-943762-30-3